# 士兵山谷
士兵山谷（Soldier Hollow）是美國猶他州鹽湖城的一個滑雪度假地，位於鹽湖城東南53英里（85）。這一度假地是為2002年冬季奧運會而修建，在奧運會期間這裡舉辦了冬季兩項和越野滑雪的比賽。自舉辦奧運會之後，該地成為一個冬季體育度假地，在夏季則是登山和高爾夫球場。

## 外部連結
- Soldier Hollow Resort （页面存档备份，存于） - Official website
- Ski Utah （页面存档备份，存于） - Resort Profile